# Суареш, Жуари
Жуари́ Марти́ньу Суа́реш (порт. Juary Martinho Soares; род. 20 февраля 1992 года, Бисау) — профессиональный футболист, выступающий за клуб «Мафра» и сборную Гвинеи-Бисау. Защитник.

## Карьера
С юношеского возраста находился в системе лиссабонского «Спортинга», но большую часть времени провёл в арендах в командах низших лиг. В сезоне 2014/15 играл в первенстве Макао.
С 2016 года вызывается в национальную сборную. Дебютировал за неё в матче отборочного турнира Кубка Африки 2017 против Кении. 14 января 2017 года в матче первого тура Кубка Африки забил гол в ворота сборной Габона, принесший его команде ничью.